# 917
Năm 917 là một năm trong lịch Julius.

## Sự kiện

### Tháng 9
- Ngày 5: Lưu Cung xưng đế kiến lập Nam Hán vương quốc.

## Mất
- Khúc Hạo, vị Tiết độ sứ thứ 2 thời Tự chủ của Việt Nam